# رینی ون ووردن
رینی ون ووردن (انگلیسی: Rini van Woerden; ۲۶ مارس ۱۹۳۴ – ۱۸ ژوئیهٔ ۲۰۰۴) بازیکن فوتبال اهل پادشاهی هلند بود.
از باشگاه‌هایی که در آن بازی کرده‌است، می‌توان به باشگاه فوتبال فاینورد اشاره کرد.